# Ok (berg)
Ok är en avsomnad sköldvulkan på Västlandet i Island, cirka 70 km nordost om Reykjavik. Toppen på Ok är 1 170 meter över havet.
Okjökull på toppen av Ok förlorade sin status som jökel efter en kraftig avsmältning 2014. Ett minne över vad som sägs vara ”Islands första offer för den globala uppvärmningen” sattes upp den 18 augusti 2019.
| ”                                                      | Ett brev till framtiden Ok är den första av Islands glaciärer att förlora sin status som glaciär. Inom 200 år kommer alla Islands glaciärer att röna samma öde. Med detta minnesmärke bekräftar vi att vi vet vad som pågår, och vad som behöver göras. Bara ni vet om vi faktiskt gjorde det. | „ |
| – Andri Snær Magnasons text på skylten på minnesmärket | |   |

## Källor

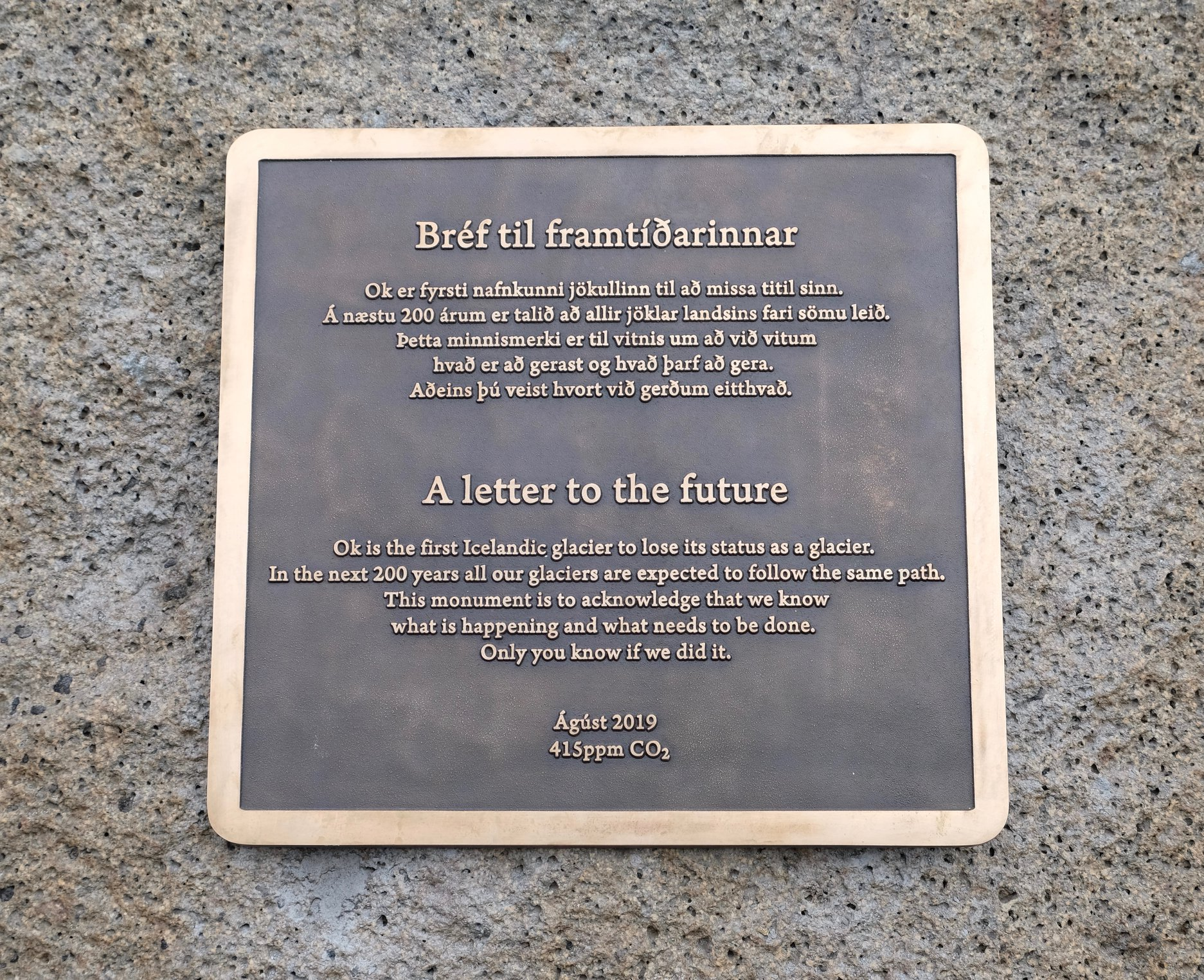
Minnesplaketten på Ok.